# Kovači (Ráscia)
Kovači (em cirílico: Ковачи) é uma vila da Sérvia localizada no município de Ráscia, pertencente ao distrito de Ráscia, na região de Ráscia. A sua população era de 213 habitantes segundo o censo de 2011.

## Demografia
| 1948 | 1953 | 1961 | 1971 | 1981 | 1991 | 2002 | 2011 |
| ---- | ---- | ---- | ---- | ---- | ---- | ---- | ---- |
| 658  | 703  | 712  | 624  | 510  | 363  | 283  | 213  |